# Ivan Marchinine
Ivan Viatcheslavovitch Marchinine (en russe : Иван Вячеславович Маршинин) est un joueur russe de volley-ball né le 13 juin 1992. Il mesure 1,99 m et joue central.

## Clubs
| Club                 | De        | À   |
| -------------------- | --------- | --- |
| VK Kouzbass Kemerovo | 2012-2013 | ... |

## Palmarès
Néant.